# Tellermine 43
Die Tellermine 43 war eine  Panzerabwehrmine der Wehrmacht im Zweiten Weltkrieg.

## Geschichte
Die Tellermine 43 wurde 1943 als Nachfolger der Tellermine 42 in die Wehrmacht eingeführt. Sie wurde bis zum Ende des Zweiten Weltkriegs verwandt.  Sie war die letzte Entwicklungsstufe der Tellerminen in der Wehrmacht. Ihre Entwicklung diente vorrangig der Produktionsvereinfachung.

## Funktionsweise
Die Mine, die verdeckt oder offen abgelegt wurde, löste durch Druck auf die Druckplatte auf dem Deckel aus. Weitere Zugzünder in der Seite und im Boden der Mine sowie Entlastungszünder waren für die Wiederaufnahmesicherung  verantwortlich. Zum Auslösen der Mine war ein Druck von 210 Kilogramm nötig.